# Carretera (Boimorto)
Carretera (en gallego y oficialmente, A Estrada) es un lugar español situado en la parroquia de Corneda, del municipio de Boimorto, en la provincia de La Coruña, Galicia.

## Demografía
| Gráfica de evolución demográfica de Carretera entre 2000 y 2018 |
|                                                                 |
| Datos según el nomenclátor publicado por el INE.                |